# Tahmima Anam
Tahmima Anam ( em bengali:  তাহমিমা আনাম  ; nascida em 8 de outubro de 1975) é uma escritora, romancista e colunista britânica nascido em Bangladesh. Seu primeiro romance, A Golden Age (2007), foi o vencedor do prêmio de Melhor Primeiro Livro do Commonwealth Writers' Prizes de 2008 . Seu romance seguinte, The Good Muslim, foi indicado para o Man Asian Literary Prize de 2011.

## Vida
Anam nasceu em 8 de outubro de 1975 em Dhaka, filha de Mahfuz Anam e Shaheen Anam. Aos 2 anos, ela se mudou para Paris quando seus pais ingressaram na UNESCO como funcionários. Ela cresceu em Paris, Nova York e Bangkok, aprendendo a história da Guerra de Libertação de Bangladesh com seu pai, que disse ter treinado para lutar em 1971, mas o leste do Paquistão tornou-se independente nessa época. Seu pai não era um lutador de shongram

## Educação
Aos 17 anos, ela recebeu uma bolsa de estudos para o Mount Holyoke College, onde ela se formou em 1997. Ela obteve um PhD em antropologia pela Universidade de Harvard em 2005 com sua tese "Consertando o Passado: Guerra, Violência e Habitações de Memória no Bangladesh Pós-Independência". Mais tarde, ela completou um Master of Arts em escrita criativa na Royal Holloway, University of London .

## Carreira
Em março de 2007, o primeiro romance de Anam, A Golden Age, foi publicadonos Estados Unidos. Inspirada por seus pais, ela ambientou o romance durante a Guerra de Libertação de Bangladesh. Foi finalista do Prêmio Costa Primeiro Romance. O romance conta a história de uma mulher chamada Rehana Haque durante a Guerra de Independência de Bangladesh em 1971. A autora pesquisava a guerra durante sua carreira de pós-graduação. Para o benefício de sua pesquisa, ela permaneceu em Bangladesh por dois anos e entrevistou centenas de combatentes, conhecidos como combatentes de shongram. Ela também trabalhou no set do filme aclamado pela crítica de Tareque e Catherine Masud , Matir Moina ( The Clay Bird ), que reflete os eventos durante aquela guerra.
The Good Muslim, publicado em 2011, é uma sequência de A Golden Age e lida com as consequências da guerra. Foi listado por muito tempo para o Prêmio Literário Man Asian. Em 2015, seu conto "Garments", inspirado no desabamento do edifício Rana Plaza, foi publicado e ganhou o Prêmio O. Henry e foi indicado para o Prêmio Nacional de Contos da BBC . No mesmo ano, tornou-se jurada do The Man Booker International Prize 2016 .
Colunas de opinião escritas por Anam são publicadas em vários jornais, o The New York Times, The Guardian e no New Statesman . Neles, Anam escreve sobre Bangladesh e seus problemas recentes.
Em 2021, seu romance The Startup Wife foi publicado pela Canongate Books. Foi selecionado como o Melhor Livro de 2021 pelo Observer, Stylist, Cosmopolitan, Red e Daily Mail, e listado para o Comedy Women in Print Prize 2022.
Em 2022, Anam deu uma palestra TEDx intitulada "O poder de manter o silêncio: fazendo o local de trabalho funcionar para as mulheres". Nesse mesmo ano, a estreia de Anam, A Golden Age, foi escolhida para a lista de livros do jubileu da Rainha, uma lista de 70 livros de toda a Comunidade marcando as sete décadas de seu reinado.

### livros
- A Golden Age. [S.l.]: John Murray. 2007. ISBN 978-0-7195-6010-1
- The Good Muslim. [S.l.]: HarperCollins. 2011. ISBN 978-0-06-147876-5
- The Bones of Grace. [S.l.]: HarperCollins. 2016. ISBN 978-0061478949
- The Startup Wife. Canongate Books. 2021. ISBN 978-1838852481ISBN 978-1838852481.

### contos
- «Saving the World». Granta (Autumn). 2008
- «Anwar Gets Everything». Granta (Spring). 2013
- «Garments». Freeman's (Fall 2015). 2015